# Kesuben
Kesuben is een bestuurslaag in het regentschap Tegal van de provincie Midden-Java, Indonesië. Kesuben telt 9218 inwoners (volkstelling 2010).